# بلر آتول، استرالیای جنوبی
بلر آتول (به انگلیسی: Blair Athol) یک حومه شهر در استرالیا است که در استرالیای جنوبی واقع شده‌است.